# Xian de Shunping
Le xian de Shunping (顺平县 ; pinyin : Shùnpíng Xiàn) est un district administratif de la province du Hebei en Chine. Il est placé sous la juridiction de la ville-préfecture de Baoding.

## Histoire
Le comté de Shunping a été établi en 9 déc. 25 (empereur Wang mang régime)[réf. nécessaire]

## Démographie
La population du district était de 296 809 habitants en 1999.